# Batavus Prorace
La Batavus Prorace era una cursa ciclista d'un dia neerlandesa que es disputava a la província de Frísia. Creada el 2004, la cursa formà part de l'UCI Europa Tour a partir de l'any següent, i fins a la seva desaparició el 2010.
De 2004 a 2006 s'anomenà Noord Nederland Tour, el 2007 Profronde van Friesland i del 2008 a 2010 Batavus Prorace

## Palmarès
| Any  | Vencedor           | Segon           | Tercer          |
| ---- | ------------------ | --------------- | --------------- |
| 2004 | 22 ciclistes       | 22 ciclistes    | 22 ciclistes    |
| 2005 | Stefan van Dijk    | Steven de Jongh | Marco Bos       |
| 2006 | Aart Vierhouten    | Mathew Hayman   | Roy Curvers     |
| 2007 | Maarten den Bakker | Roy Curvers     | Arne Hassink    |
| 2008 | Gert Steegmans     | Marcel Sieberg  | Stefan van Dijk |
| 2009 | Kenny van Hummel   | Maarten Neyens  | Bart Van Heule  |
| 2010 | Markus Eichler     | Bram Schmitz    | Wouter Mol      |